# أوليفيا كامبر
أوليفيا كامبر (بالمجرية: Kamper Olívia)‏ (من مواليد 7 يونيو 1985 في بودابست) لاعبة كرة قدم مجرية سابق. كانت عضو سابق في فريق الشباب المجري والمبتدئين وحققت أفضل نتيجة لها في عام 2003 في بطولة العالم للشباب من خلال الفوز بالميدالية الفضية.

## الإنجازات
- البطولة الوطنية المجرية للسيدات :
  - الفائز : 2002
  - الميدالية الفضية : 2001 ، 2006
  - الميدالية البرونزية : 2004 ، 2005
- كأس المجر لكرة اليد للسيدات :
  - الفائز : 2001
  - الميدالية الفضية : 2012
- كأس أوروبا لكرة اليد للسيدات :
  - الفائز : 2006
- بطولة الجامعة العالمية :
  - الفائز : 2006

## جوائز فردية
- أول صانع ألعاب في بطولة الجامعة العالمية: 2006

## روابط خارجية
- أوليفيا كامبر إحصائيات الوظيفي في Worldhandball